# Epinotia pygmaeana
The Pygmy Needle Tortricid (Epinotia pygmaeana) là một loài bướm đêm thuộc họ Tortricidae. Nó được tìm thấy ở miền bắc và central châu Âu to miền đông Nga.
Sải cánh dài 12–14 mm. Con trưởng thành bay từ cuối tháng 3 đến đầu tháng 6.
Ấu trùng ăn Picea abies, Picea excelsa, Picea sitchensis và Abies alba. The larvae mine và later spin the needles of their host, causing a decrease in growth.